# Virola yasuniana
Virola yasuniana, južnoameričko tropsko drvo, jedno od 10 vrsta iz roda Virola koje je opisano 2022. godine. Raste u Ekvadoru i području brazilske države Acre

## Etimologija
Poseban epitet odnosi se na Parque Nacional Yasuní, odakle dolazi većina zbirki ove nove vrste. Trenutno je dokumentirano 2700 vrsta vaskularnih biljaka iz Yasuníja, uključujući veliku raznolikost lijana, epifita i paprati; procjenjuje se da njegova flora obuhvaća približno 3213 vrsta; Yasuní je također dom ca. 1570 vrsta ptica, riba, sisavaca, vodozemaca i gmazova (Bass et al. 2010; Pérez et al. 2014). Opis Virola yasuniana korak je bliže potpunoj dokumentaciji ove regije.

## Distribucija
Virola yasuniana poznata je iz provincija Napo i Pastaza u Ekvadoru, gdje se javlja u primarnim šumama, na brdima s crvenicom ili tlima sastavljenim od sedimentnih stijena. Također se nalazi u državi Acre u Brazilu, gdje raste u zemlji na slabo dreniranoj terasi (Sl. 18A). Prostire se od 200 do 480 m nadmorske visine, s jednom zbirkom koja doseže 1000 m (C. Cerón & F. Hurtado 6560).

## Opis
Virola yasuniana morfološki se razlikuje od svih drugih vrsta kombinacijama velikih plodova (3,4–4,2 × 3,1–4 cm) s vrlo uočljivim krilcima u liniji dehiscencije, staminastim cvjetovima, sa stupom niti širokim pri dnu, suženim na vrhu, i obično kraći (0,3-0,5 mm dugi) od prašnika (0,5-0,6 mm dugi).

### Stablo
To je stablo koje naraste 15 - 30 m, promjera 30–40 cm, vanjska kora smeđa, hrapava i tanka, unutarnja narančastocrvena. Eksudat proziran na unutarnjoj kori, ili vodenasto crvenkast ili crvenkasto ljubičast. Grančice 0,2-0,4 cm debele, okrugle, puberulentne do glabrescentne, trihomi zvjezdasti, sjedeći, smeđecrvenkasti do bjelkasti, ponekad blago lećasti.

### Listovi
Mladi završni pupoljak 1–2 × 0,19–0,28 cm; peteljka 1,1-1,7 × 0,15-0,21 cm, kanaličasta, ponekad vrlo kratka, puberulentna, ponekad tomentozna, trihomi zvjezdasti; lisne plojke 15,7–27,5 × 4,4–6,6 cm, kopljaste do duguljaste; adaksijalna površina pri sušenju na zrelim listovima blijeda do tamnosmeđa, sivkasta ili crnkasta, površina glatka, ponekad sjajna, gola; abaksialna površina pri sušenju sivkasta, blijedo do tamnosmeđa ili bijelo-sivkasta, slabo dlakava do glabrescentna, trihomi zvjezdasti, ca. 0,1 mm promjera, sjedeći, središnji dio trihoma bezbojan ili crvenkast, grane smeđecrvenkaste ili bezbojne; lateralne vene 14-18 po strani, 4-5 vena na 5 cm, razmaknute 0,9-1,5 (-1,9) cm, na adaksijalnoj strani, iste boje kao adaksijalna površina ili malo tamnije, ravne, na abaksijalnoj površini blago uzdignute, goli do raštrkani dlakavi, lučno uzdižući, blago anastomozirajući blizu ruba i ne stvarajući vrlo izraženu intramarginalnu venu; tercijarne vene vrlo slabo vidljive s obje strane; srednja žila adaksijalno malo uzdignuta, abaksijalno uzdignuta, zaobljena do trokutasta, puberulentna do glabrescentna; baza šiljasta, nije zaokrenuta, ravna.